# Beudekerbrug
De Beudekerbrug (brug 122) is een vaste brug in Amsterdam-Centrum.
Ze is gelegen in de noordoostelijke kade van de Prinsengracht. Ze overspant daarbij de Leidsegracht in de grachtengordel van Amsterdam. De brug vormt met de Angenietje Swarthofbrug en de Pieter Goemansbrug een kruispunt over de Leidse- en Prinsengracht. De brug wordt omringd door rijksmonumenten, bijna de gehele Leidsekade ter plaatse bestaat uit rijksmonumenten.

## Geschiedenis
Er ligt hier al eeuwen een brug. Ook al tijdens het ontwerpen van de stadplattegrond oor Balthasar Florisz. van Berckenrode uit 1625 is hier een brug ingetekend. De Leidsegracht vormde toen een scheidslijn tussen de stedelijke bebouwing (noordwest) en landelijk gebied (zuidoost). Joan Blaeu liet op zijn tekening uit 1649 ook een brug zien in dezelfde situatie. Als Daniël Stalpaert met zijn nieuwe plattegrond komt in 1662 is het landelijk terrein al ingedeeld en staat het Aalmoezeniersweeshuis ingetekend (Prinsengracht 432-436). Frederik de Wit kon 1688 een bijna volledig bebouwd gebied inkleuren. De moderne geschiedenis van de brug begint in 1866; er werd een aanbesteding uitgeschreven voor de vervanging van de houten brug alhier. De brug is in 1896 opnieuw aan vervanging toe, de gemeente besteedde hier openbaar aan voor het vernieuwen van de brug (juli 1896, begin bouw op 31 augustus). In een periode van een drietal jaren werd hier het brugkruispunt vernieuwd. Verantwoordelijk stadsarchitect was toen voornamelijk Willem Springer, die onder Bastiaan de Greef werkte. De bruggen op dit kruispunt zijn van Springer, te herkennen aan de "eierdopmotieven" van brug 67 over de Prinsengracht.              
Voor de bruggen over de Leidsegracht kon volstaan worden van een ijzeren liggerbrug. Latere architecten onder aanvoering van Jan Gratama vonden deze enigszins simpel uitziende bruggen (type "plaatbrug") later een doorn in oog binnen de oude stad. Deze mening begon na de jaren twintig te overheersen en veel ijzeren plaat- of liggerbruggen werden bij vernieuwing vervangen door historische (voor het oog) meer correcte welfbruggen. Die hadden er echter nooit gelegen.              
Een halve eeuw later veranderde het beleid weer De eenvoudige stijl werd (weer) gewaardeerd (iets dat ook met "kosten" te maken heeft, eenvoud is immers goedkoper). Deze brug werd vernieuwd, maar hield haar oorspronkelijke uiterlijk.             

## Naamgeving
De brug is vernoemd naar de Amsterdammer Frans Beudeker (1815-1897). Hij was aanvankelijk kostschoolhouder te Goor (1841-1850). In 1850 volgde hij zijn overleden stiefvader Abraham Beudeker (1791-1849) op als boekhouder / directeur der Inrichting voor Stadsbestedelingen te Amsterdam. Die inrichting was gelegen in grachtenpanden tussen het voormalige Aalmoezeniersweeshuis (later Paleis van Justitie) aan de Prinsengracht en de Leidsegracht. Gedurende ruim veertig jaren stond Frans Beudeker aan het hoofd van de Inrichting voor Stadsbestedelingen. De verpleegde vondelingen, wees- en verlaten kinderen (die voornamelijk buiten de inrichting werden verzorgd) werden door de Amsterdammers 'de kinderen van Beudeker' genoemd. Ook na de dood van Frans Beudeker bleven de kinderen onder die naam bekend. In 2022 werd de naastgelegen brug 67 vernoemd naar Angenietje Swarthof, die als min 126 zuigelingen verzorgde tot ze groot genoeg waren voor het weeshuis.

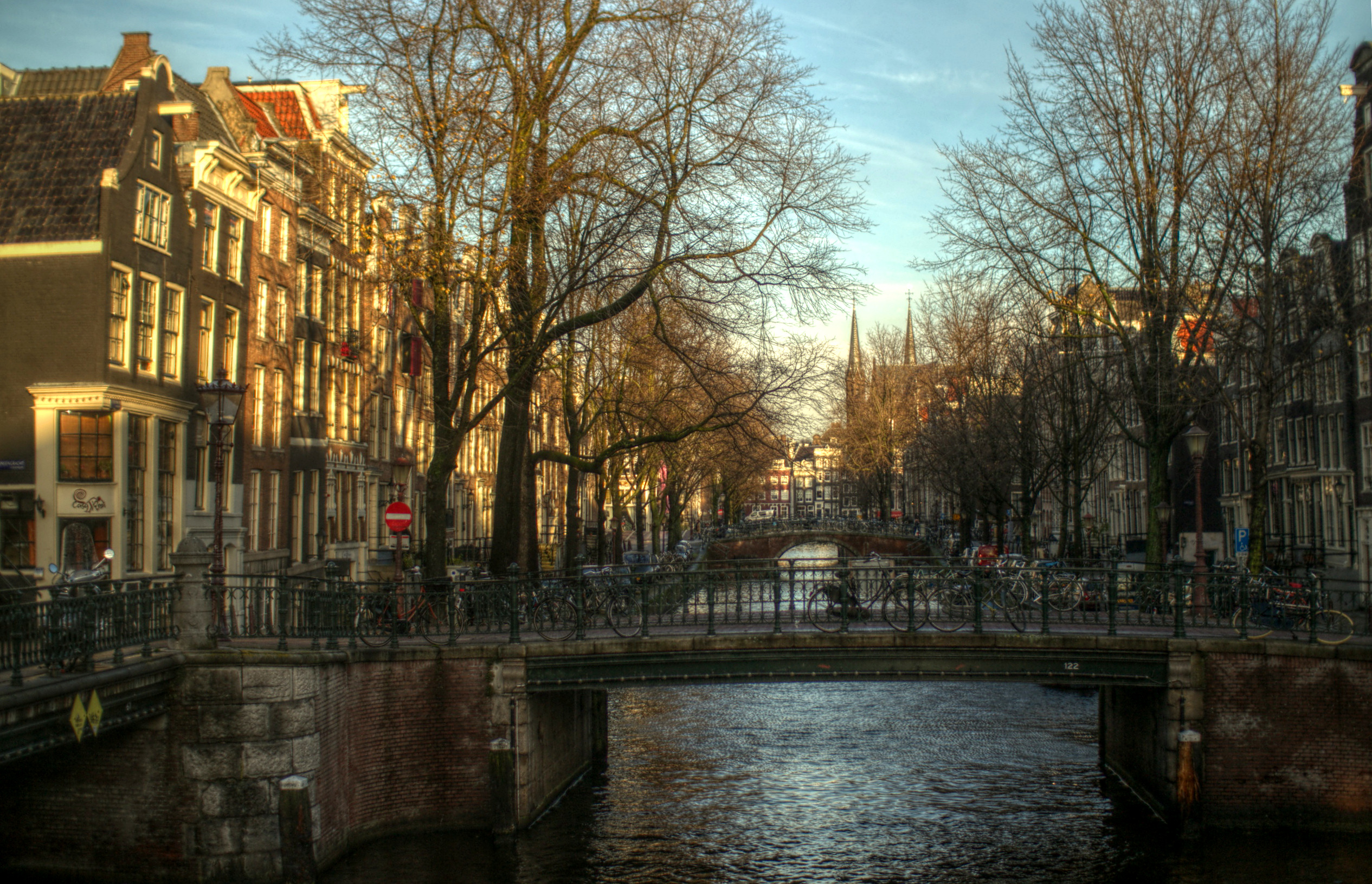
De brug gezien van de Pieter Goemansbrug naar het noordoosten. December 2012

<<< · 100 · 101 · 102 · 103 ·  105 · 106 · 107 · 108 · 109 ·  110 · 111 · 112 · 113 · 114 · 115 · 116 · 117 · 118 · 119 · 120 · 121 · 122 · 123 · 124 · 125 · 126 · 127 · 128 · 129 · 130 · 131 · 132 · 135 · 136 · 137 · 138 · 139 · 140 · 141 · 142 · 143 · 144 · 145 · 146 · 147 · 148 · 149 ·  150 · 151 · 152 · 155 · 156 · 159 · 160 · 161 · 162 · 163 · 164 · 165 · 166 · 167 · 168 · 169 ·  170 · 171 · 172 · 173 · 174 · 175 · 176 · 177 · 178 · 179 · 180 · 181 · 182 · 183 · 184 · 185 · 186 · 187 · 189 · 190 · 191 · 192 · 193 · 194 · 195 · 196 · 198 · 199 · >>>
Brugnummers 104, 133, 134, 153, 154, 157, 158, 188 en 197 zijn niet (meer) in gebruik.